# تداخل‌سنج ماخ-زندر
تداخل سنج ماخ-زندر (به انگلیسی: Mach–Zehnder) نوعی تداخل‌سنج است که برای تعیین نسبت اختلاف فاز بین دو باریکه هم‌راستا که از یک منبع نوری همدوس هستند بکار می‌رود. این تداخل‌سنج به ویژه برای اندازه‌گیری اختلاف فاز اندکی که بین دو باریکه نور به وسیلهٔ یک نمونه یا تغییر در طول یا پیمایش یکی از آن‌ها بوجود آمده‌است بکار می‌رود. از این دستگاه در آیرودینامیک و فیزیک پلاسما و انتقال گرما در اندازه‌گیری تغییر فشار، چگالی و دمای گازها استفاده می‌شود. این دستگاه به افتخار دو فیزیکدان لودویگ ماخ (به انگلیسی: Ludwig Mach) و لودویگ زندر (به انگلیسی: Ludwig Zehnder) نام‌گذاری شده‌است.
مشابه تداخل سنج مایکلسون، تداخل سنج ماخ- زندر بر مبنای دو پرتوی تداخل‌کننده با دامنة شکافته شدة موج فرودی است. دو موج در دو مسیر مختلف با اختلاف راه مهاجرت می‌کنند (شکل ۴–۳۰- ب). قرار دادن یک شیء شفّاف در یک بازوی تداخل سنج اختلاف راه نوری بین دو باریکه را عوض می‌کند. این اختلاف باعث تغییر الگوی تداخلی می‌شود که تعیین بسیار دقیق ضریب شکست نمونه و تغییرات موضعی آن را ممکن می‌سازد؛ لذا تداخل سنج ماخ- زندر می‌تواند به عنوان یک [ضریب] شکست سنج حسّاس در نظر گرفته شود.
اگر شکافنده‌های پرتو B1، B2 و آینه‌های M1، M2 کاملاً موازی باشند، اختلاف راه بین دو پرتوی شکافته شده به زاویة فرودی α بستگی ندارد چون اختلاف راه بین دو پرتوی ۱ و ۳ دقیقاً با طول راه پرتوی ۴ بین M2 و B2 جبران می‌شود (شکل ۴–۳۰- الف). به تعبیر دیگر امواج تداخل‌کننده در یک تداخل سنج متقارن (بدون حضور نمونه) اختلاف راه یکسانی را در مسیر ثابت (مسیر خط‌چین در شکل ۴–۳۰- الف) تجربه می‌کنند؛ بنابراین بدون حضور نمونه، اختلاف راه کل صفر است؛ این اختلاف راه در حضور نمونه‌ای با ضریب شکست n در یک بازوی تداخل سنج برابر Δs=(n-1)L می‌شود.

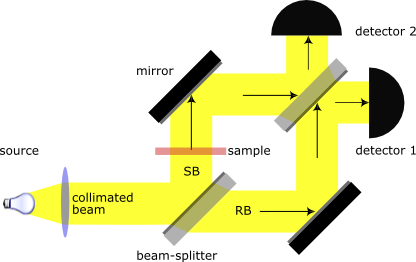
تداخل‌سنج ماخ ـ زندر